# Jacob Pitts

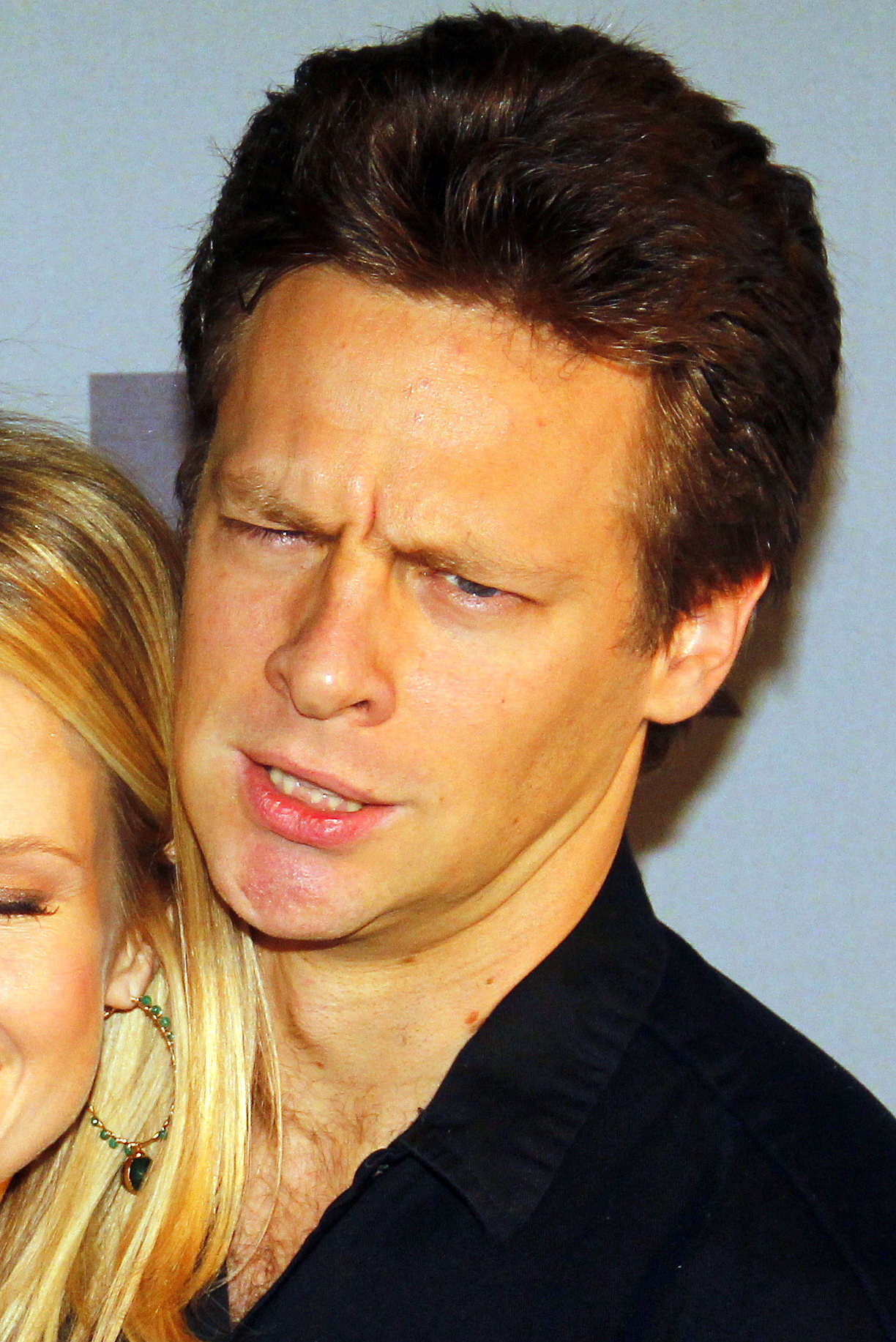
Jacob Pitts (2012)

Jacob Pitts (* 20. November 1979 in Weston, Connecticut) ist ein US-amerikanischer Schauspieler.

## Karriere
Jacob Pitts wuchs in Weston, Connecticut auf. In der Highschool war er Mitglied einer Theatergruppe und spielte während dieser Zeit bei Produktionen wie dem Musical Into the Woods mit. Seinen ersten Fernseh-Auftritt hatte Pitts 1999 in einer Episode der Comedy-Central-Serie Strangers with Candy. Weithin bekannt ist Pitts für seine Rollen als Cooper Harris in der Komödie Eurotrip aus dem Jahre 2004 und Fisher in dem Drama 21 von 2008. Neben Spielfilmen agiert Pitts auch vermehrt in Fernsehserien. So hatte er in der Miniserie The Pacific die Rolle des Bill „Hoosier“ Smith inne. Seit 2010 spielt Pitts eine Hauptrolle als Tim Gutterson in der Dramaserie Justified.

## Filmografie
- 1999: Strangers with Candy (Fernsehserie, Folge 1x03)
- 2000: Law & Order (Fernsehserie, Folge 10x10)
- 2000: Sex and the City (Fernsehserie, Folge 3x17)
- 2001: Tart – Jet Set Kids (Tart)
- 2001: Eight
- 2001: Zen and the Art of Landscaping
- 2002: Ed – Der Bowling-Anwalt (Ed, Fernsehserie, Folge 3x03)
- 2002: K-19 – Showdown in der Tiefe (K-19: The Widowmaker)
- 2002: We Were the Mulvaneys
- 2002: Pipe Dream – Lügen haben Klempnerbeine (Pipe Dream)
- 2004: The Novice
- 2004: Ein anderer Frieden (A Separate Peace)
- 2004: Eurotrip
- 2005: 1/4life (Fernsehfilm)
- 2006: Capitol Law (Fernsehfilm)
- 2007: Across the Universe
- 2008: 21
- 2008: Quid Pro Quo
- 2010: The Pacific (Miniserie, 5 Folgen)
- 2010: Good Wife (The Good Wife, Fernsehserie, Folge 2x01)
- 2010–2015: Justified (Fernsehserie, 53 Folgen)
- 2012, 2016: Person of Interest (Fernsehserie, 2 Folgen)
- 2013: That Thing with the Cat
- 2016: Limitless (Fernsehserie, 2 Folgen)
- 2017: The Sinner (Fernsehserie, 6 Folgen)
- 2017–2019: Sneaky Pete (Fernsehserie, 15 Folgen)
- 2023: The Blacklist (Fernsehserie, Folge 10x03)